# Gabriela Pando
Gabriela Pando (9 de marzo de 1970-13 de febrero de 2024) fue una jugadora y entrenadora argentina de hockey sobre césped que obtuvo medalla de oro en los Juegos Panamericanos de 1995. En 1992, recibió el Premio Olimpia de Plata como la mejor jugadora de hockey de ese año. Fue varias veces campeona argentina con el Lomas Athletic Club.

## Carrera deportiva
Su historia en el deporte comenzó en el colegio Euskal Echea de Llavallol. En 1989 fue convocada a la selección nacional mayor. Fue parte del equipo que compitió en el Campeonato Mundial 1994 donde obtuvo el segundo puesto. En 1995, ganó la medalla de oro en los Juegos Panamericanos. Ese mismo año, integró la selección que disputó el torneo preolímpico en Ciudad del Cabo, finalizando en 4º lugar.
En 1996, integró el equipo de Las Leonas que participó en los Juegos Olímpicos de Atlanta, donde el equipo finalizó 7º obteniendo diploma olímpico. En 1998, jugó el Campeonato Mundial, en la que Argentina terminó en la cuarta posición. Además participó de otros torneos como el Cuatro Naciones y el Champions Trophy.
Pando consiguió el campeonato de la liga con Lomas Athletic en 1986 con tan sólo 16 años y luego ya mayor durante los años 1989, 1991, 1992, 1993, 1996, 1997 y 2001. 
De 2014 hasta 2017 fue jefa de equipo de la Selección femenina mayor, período en el cual el seleccionado llegó al podio de distintas competiciones en siete ocasiones.

## Fallecimiento
Pando murió de cáncer el 13 de febrero de 2024 a los 53 años.

## Logros

### Club
- Metropolitano de Hockey (7): 1986, 1989, 1991, 1992, 1993, 1996, 1997

### Selección nacional
- Juegos Panamericanos (1): 1995